# 이즈나정
이즈나정(일본어: 飯綱町 이즈나마치[*])은 일본 나가노현 북부에 있는 가미미노치군의 정이다. 2005년 10월 1일에 가미미노치군의 무레촌과 사미즈촌이 합병해 탄생했다.

## 인접하는 자치체
- 나가노시
- 나카노시
- 가미미노치군 시나노정

## 역사
- 1889년 4월 1일 - 무레촌, 사미즈촌이 성립하였다.
- 2005년 10월 1일 - 무레촌과 사미즈촌이 합병해 이즈나정이 되었다.

## 인구
| 연도 | 인구   | ±%     |
| ---- | ------ | ------ |
| 1940 | 12,533 | —      |
| 1945 | 15,776 | +25.9% |
| 1950 | 15,503 | −1.7%  |
| 1955 | 14,780 | −4.7%  |
| 1960 | 13,845 | −6.3%  |
| 1965 | 13,019 | −6.0%  |
| 1970 | 12,473 | −4.2%  |
| 1975 | 12,032 | −3.5%  |
| 1980 | 12,000 | −0.3%  |
| 1985 | 12,462 | +3.8%  |
| 1990 | 12,830 | +3.0%  |
| 1995 | 13,292 | +3.6%  |
| 2000 | 13,062 | −1.7%  |
| 2005 | 12,504 | −4.3%  |
| 2010 | 11,872 | −5.1%  |
| 2015 | 11,063 | −6.8%  |

## 교통

### 철도
- 동일본 여객철도 신에쓰 본선

### 도로
- 조신에쓰 자동차도
- 국도 18호선